# 임학순
임학순(1972년 3월 27일 ~ )은 대한민국의 배우이다.

## 학력
- 서울예술대학 연극과

## 출연작

### 영화
- 《미옥》 (2017년) - 중년남 1 역
- 《택시운전사》 (2017년) - 서울기사 2 역
- 《더 킹》 (2017년)
- 《대역전》 (2016년) - 거원팀 감독 역
- 《짐작보다 따뜻하게》 (2016년) - 양상문 역
- 《다이너마이트맨》 (2013년)
- 《관상》 (2013년) - 국수가게주인 역
- 《나는 왕이로소이다》 (2012년) - 모가비패 역
- 《가시》 (2012년) - 재식 역

### 드라마
- 《안투라지》 (2016년, tvN)

### 방송
- 《손맛》 (FTV, 2014년)

### 뮤직비디오
- 임형주 - 1994년 어느 늦은밤 (2015년)